# Campeonato Mundial de Atletismo Sub-20 de 2021 - 800 m masculino
A prova dos 800 metros masculino do Campeonato Mundial de Atletismo Sub-20 de 2021 ocorreu entre os dias 19 a 22 de agosto de 2021 no Centro Esportivo Internacional Moi, em Nairóbi, no Quênia. 

## Recordes
Antes desta competição, os recordes mundiais e do campeonato nesta prova eram os seguintes:
|       | Nome       | Nacionalidade | Tempo   | Local     | Data                |
| ----- | ---------- | ------------- | ------- | --------- | ------------------- |
| WU20R | Nijel Amos | Botswana      | 1:41.73 | Londres   | 9 de agosto de 2012 |
| CR    | Nijel Amos | Botswana      | 1:43.79 | Barcelona | 15 de julho de 2012 |
| WU20L | Max Burgin | Reino Unido   | 1:44.14 | Ostrava   | 19 de maio de 20121 |

Os seguintes recordes mundiais ou do campeonato foram estabelecidos durante esta competição: 
| Data         | Evento | Nome              | Nacionalidade | Tempo   | Notas                 |
| ------------ | ------ | ----------------- | ------------- | ------- | --------------------- |
| 22 de agosto | Final  | Emmanuel Wanyonyi | Quênia        | 1:43.76 | Recorde do campeonato |

## Medalhistas
| Ouro                    | Prata                     | Bronze           |
| Emmanuel Wanyonyi (KEN) | Mohamed Ali Gouaned (ALG) | Noah Kibet (KEN) |

## Cronograma
Todos os horários são locais (UTC+3).  
| Data         | Hora  | Evento    |
| ------------ | ----- | --------- |
| 19 de agosto | 10:05 | Bateria   |
| 21 de agosto | 15:30 | Semifinal |
| 22 de agosto | 15:30 | Final     |

## Resultados

### Bateria
Qualificação: Os 3 primeiros de cada bateria (Q) e os 4 tempos mais rápidos (q). 
| Posição | Bateria | Atleta                 | Nacionalidade               | Tempo   | Notas           |
| ------- | ------- | ---------------------- | --------------------------- | ------- | --------------- |
| 1       | 3       | Emmanuel Wanyonyi      | Quênia                      | 1:46.51 | Q               |
| 2       | 1       | Noah Kibet             | Quênia                      | 1:46.70 | Q               |
| 3       | 3       | Yanis Meziane          | França                      | 1:47.28 | Q,              |
| 4       | 1       | Jakub Davidík          | Chéquia                     | 1:47.84 | Q               |
| 5       | 4       | Mohamed Ali Gouaned    | Argélia                     | 1:48.83 | Q               |
| 6       | 2       | Kacper Lewalski        | Polónia                     | 1:48.84 | Q               |
| 7       | 2       | Abdullahi Hassan       | Canadá                      | 1:49.09 | Q               |
| 8       | 1       | Heithem Chenitef       | Argélia                     | 1:49.19 | Q,              |
| 9       | 3       | Daniel Wolde           | Etiópia                     | 1:49.20 | Q               |
| 10      | 3       | Handal Roban           | São Vicente e Granadinas    | 1:49.41 | q, NU20R        |
| 11      | 2       | Chevonne Hall          | Jamaica                     | 1:49.47 | Q               |
| 12      | 2       | Abdullah Al-Yaari      | Iêmen                       | 1:49.65 | q               |
| 13      | 2       | El Hafez Mahadi        | Catar                       | 1:49.68 | q               |
| 14      | 4       | Leonardo Santos        | Brasil                      | 1:49.76 | Q               |
| 15      | 3       | Abednico Choba         | África do Sul               | 1:50.20 | q               |
| 16      | 4       | Paul Anselmini         | França                      | 1:50.23 | Q               |
| 17      | 1       | Anu Kumar              | Índia                       | 1:50.26 |                 |
| 18      | 2       | Husain Mohsin Al-Farsi | Omã                         | 1:50.34 | Recorde pessoal |
| 19      | 1       | David Garcia           | Portugal                    | 1:50.92 |                 |
| 20      | 4       | Nikita Yegorov         | Atletas Neutros Autorizados | 1:51.80 |                 |
| 21      | 4       | Matthew Erickson       | Canadá                      | 1:52.38 |                 |
| 22      | 1       | Fithawi Zaid           | Eritreia                    | 1:52.46 |                 |
| 23      | 4       | Remmy Ng'andu          | Zâmbia                      | 1:52.48 |                 |
| 24      | 2       | Masresha Costa         | Itália                      | 1:52.71 |                 |
| 25      | 3       | Mark Fandly            | Roménia                     | 1:52.81 |                 |
| 26      | 4       | Francesco Pernici      | Itália                      | 1:53.35 |                 |
| 27      | 3       | Osaze Demund           | Ilhas Virgens Americanas    | 1:58.50 | Recorde pessoal |
| 28      | 4       | Mohamed Mustafa        | Sudão                       | 1:59.55 | Recorde pessoal |
| 29      | 3       | Aleksa Tomić           | Sérvia                      | 2:06.05 |                 |
| 30      | 1       | Ermias Girma           | Etiópia                     | DSQ     | TR17.3.1        |

### Semifinal
Qualificação: Os 3 primeiros de cada bateria (Q) e os 2 tempos mais rápidos (q). 
| Posição | Bateria | Atleta              | Nacionalidade            | Tempo   | Notas           |
| ------- | ------- | ------------------- | ------------------------ | ------- | --------------- |
| 1       | 1       | Emmanuel Wanyonyi   | Quênia                   | 1:46.15 | Q               |
| 2       | 2       | Noah Kibet          | Quênia                   | 1:46.47 | Q               |
| 3       | 2       | Jakub Davidík       | Chéquia                  | 1:46.59 | Q, NU20R        |
| 4       | 2       | Abdullahi Hassan    | Canadá                   | 1:46.89 | Q               |
| 5       | 2       | Kacper Lewalski     | Polónia                  | 1:47.31 | q               |
| 6       | 1       | Mohamed Ali Gouaned | Argélia                  | 1:47.35 | Q               |
| 7       | 1       | Daniel Wolde        | Etiópia                  | 1:47.53 | Q               |
| 8       | 1       | Paul Anselmini      | França                   | 1:47.81 | q,              |
| 9       | 2       | Abednico Choba      | África do Sul            | 1:48.23 | Recorde pessoal |
| 10      | 1       | Handal Roban        | São Vicente e Granadinas | 1:48.37 | NU20R           |
| 11      | 2       | Chevonne Hall       | Jamaica                  | 1:48.50 | Recorde pessoal |
| 12      | 1       | Leonardo Santos     | Brasil                   | 1:48.78 |                 |
| 13      | 2       | Heithem Chenitef    | Argélia                  | 1:49.57 |                 |
| 14      | 1       | El Hafez Mahadi     | Catar                    | 1:49.84 |                 |
| 15      | 1       | Abdullah Al-Yaari   | Iêmen                    | 1:53.24 |                 |
| 16      | 2       | Yanis Meziane       | França                   | DNF     |                 |

### Final
A prova final foi realizada no dia 22 de agosto às 15:31. 
| Posição           | Raia | Atleta              | Nacionalidade | Tempo   | Notas           |
| ----------------- | ---- | ------------------- | ------------- | ------- | --------------- |
| Medalha de ouro   | 3    | Emmanuel Wanyonyi   | Quênia        | 1:43.76 | , WU20L         |
| Medalha de prata  | 6    | Mohamed Ali Gouaned | Argélia       | 1:44.45 | NU20R           |
| Medalha de bronze | 5    | Noah Kibet          | Quênia        | 1:44.88 | Recorde pessoal |
| 4                 | 7    | Jakub Davidík       | Chéquia       | 1:46.07 | NU20R           |
| 5                 | 2    | Daniel Wolde        | Etiópia       | 1:48.62 |                 |
| 6                 | 8    | Kacper Lewalski     | Polónia       | 1:49.40 |                 |
| 7                 | 4    | Abdullahi Hassan    | Canadá        | 1:50.07 |                 |
| 8                 | 1    | Paul Anselmini      | França        | 1:53.70 |                 |

Legenda
| Recorde mundial       | Recorde mundial (World record)               |                       | Recorde africano                      | Recorde africano (African) |                                           | Q | Classificado por posição (Qualified) |
| Recorde do campeonato | Recorde do campeonato (Championship record)  | Recorde da América    | Recorde da América (Americas)         | q                          | Classificado por melhor tempo (Qualified) |   |                                      |
| Melhor marca do ano   | Melhor marca do ano (World leading)          | Recorde asiático      | Recorde asiático (Asian)              | DNS                        | Não largou (Did not start)                |   |                                      |
| Recorde nacional      | Recorde nacional (National record)           | Recorde europeu       | Recorde europeu (European)            | DNF                        | Não terminou (Did not finish)             |   |                                      |
| Recorde pessoal       | Recorde pessoal do atleta (Personal best)    | Recorde da Oceania    | Recorde da Oceania (Oceania)          | DSQ / DQ                   | Desclassificado (Disqualified)            |   |                                      |
| Recorde da temporada  | Recorde da temporada do atleta (Season best) | Recorde sul-americano | Recorde sul-americano (South America) | NM                         | Sem marca (No mark)                       |   |                                      |